# Ryder System
Ryder System, Inc. (NYSE: R) er en amerikansk transport- og logistikvirksomhed. Den kendes for sine udlejningslastbiler og sine transportservices.
Ryder blev etableret i Miami, Florida i 1933 af James Ryder. De har ca. 39.900 ansatte.